# Чемпіонат Швейцарії з хокею 2001
Чемпіонат Швейцарії з хокею 2001 — 90-й чемпіонат Швейцарії з хокею (Національна ліга А). Чемпіоном став ЦСК Лайонс (5 титул).

## Регламент
За регламентом чемпіонат проходив у два етапи, на першому етапі команди грали в чотири кола. На другому етапі вісімка найкращих клубів в плей-оф розіграли звання чемпіону Швейцарії.

## Кваліфікація

### Підсумкова таблиця
| М   | Команда               | І  | Пер | Н | Пор | Шайби     | О  |
| --- | --------------------- | -- | --- | - | --- | --------- | -- |
| 1.  | ХК «Лугано»           | 44 | 28  | 4 | 12  | 129 : 85  | 60 |
| 2.  | ЦСК Лайонс            | 44 | 25  | 9 | 10  | 135 : 102 | 59 |
| 3.  | «Давос»               | 44 | 24  | 6 | 14  | 154 : 103 | 54 |
| 4.  | «Цуг»                 | 44 | 25  | 2 | 17  | 166 : 143 | 52 |
| 5.  | ХК «Клотен»           | 44 | 21  | 8 | 15  | 123 : 110 | 50 |
| 6.  | СК «Берн»             | 44 | 20  | 9 | 15  | 135 : 102 | 49 |
| 7.  | СК «Рапперсвіль-Йона» | 44 | 20  | 3 | 21  | 135 : 132 | 43 |
| 8.  | ХК «Фрібур-Готтерон»  | 44 | 18  | 6 | 20  | 133 : 136 | 42 |
| 9.  | Лангнау Тайгерс       | 44 | 18  | 6 | 20  | 110 : 114 | 42 |
| 10. | ХК «Амбрі-Піотта»     | 44 | 17  | 5 | 22  | 97 : 126  | 39 |
| 11. | ЕХК Кур               | 44 | 11  | 4 | 29  | 93 : 133  | 26 |
| 12. | «Ла Шо-де-Фон»        | 44 | 4   | 4 | 36  | 82 : 206  | 12 |

## Плей-оф

### Чвертьфінали
- ХК «Лугано» — ХК «Фрібур-Готтерон» 2:1, 0:2, 3:2 (Б), 4:3 (ОТ), 3:2 (ОТ)
- «Цуг» — ХК «Клотен» 2:6, 2:3, 1:3, 0:5
- «Давос» — СК «Берн» 3:8, 1:2 (ОТ), 2:3 (ОТ), 2:4
- ЦСК Лайонс — СК «Рапперсвіль-Йона» 5:2, 4:1, 2:0, 8:3

### Півфінали
- ХК «Лугано» — СК «Берн» 2:1 (ОТ), 1:3, 5:1, 2:3 (ОТ), 6:2, 3:2 (Б)
- ЦСК Лайонс — ХК «Клотен» 1:0, 4:3 (ОТ), 2:1, 2:6, 4:1

### Фінал
- ЦСК Лайонс — ХК «Лугано» 0:3, 3:0, 1:4, 0:4, 6:3, 5:1, 2:1 (ОТ)

## Плей-оф (втішний раунд)

### Півфінали
- Лангнау Тайгерс — «Ла Шо-де-Фон» 2:3, 3:2 (ОТ), 4:1, 3:0, 5:1
- ХК «Амбрі-Піотта» — ЕХК Кур 5:0, 3:4 (Б), 2:0, 2:0, 3:1

### Фінал
- ЕХК Кур — «Ла Шо-де-Фон» 1:3, 3:2, 7:1, 1:4, 5:4, 0:3, 4:0

За підсумками фіналу до Національної ліги В вилетів клуб «Ла Шо-де-Фон».